# Покров (місто, Росія)
Покров (рос. Покров) — місто у Петушинському районі Владимирської області Російської Федерації.
Входить до складу муніципального утворення місто Покров. Населення становить 17 025 осіб (2018).

## Історія
Населений пункт розташований на землях фіно-угорського народу мещери.
Від 12 липня 1929 року належить до Петушинського району, утвореного спочатку у складі Орєхо-Зуєвського округу Московської області.
В 1945-1960 роках місто було центром Покровського району.
Згідно із законом від 13 жовтня 2004 року входить до складу муніципального утворення місто Покров.

## Населення
| 1856    | 1859    | 1896    | 1897    | 1926    | 1931    | 1939    |
| ------- | ------- | ------- | ------- | ------- | ------- | ------- |
| 2700    | ↗2866   | ↗2925   | ↘2785   | ↘2700   | ↘2300   | ↗5067   |
| 1959    | 1970    | 1979    | 1989    | 1992    | 1996    | 1998    |
| ↗6845   | ↗9976   | ↗14 615 | ↗15 988 | ↗16 400 | ↗16 600 | →16 600 |
| 2001    | 2002    | 2003    | 2005    | 2006    | 2007    | 2009    |
| ↘16 100 | ↘15 920 | ↘15 900 | ↘15 600 | →15 600 | →15 600 | ↘15 559 |
| 2010    | 2011    | 2012    | 2013    | 2014    | 2015    | 2016    |
| ↗17 756 | ↘17 749 | ↘17 727 | ↘17 638 | ↗17 695 | ↗17 708 | ↘17 519 |
| 2017    | 2018    |         |         |         |         |         |
| ↘17 308 | ↘17 025 |         |         |         |         |         |